# Credo ut intelligam
Credo ut intelligam (łac. "Wierzę, żeby rozumieć") – filozoficzna sentencja, dewiza św. Anzelma z Canterbury, sformułowana przez św. Augustyna z Hippony. Wyraża prymat wiary nad rozumem i oznacza, że doktryna wiary katolickiej może być zrozumiała dopiero po udzieleniu aktu wiary. Dewiza współcześnie często utożsamiana z tytułem encykliki św. Jana Pawła II "Fides et ratio" (łac. "Wiara i rozum"), natomiast historycznie – z inną doktryną św. Anzelma – "Fides quaerens intellectum" (łac. "Wiara poszukująca zrozumienia") – gdzie obie stanowią podstawę scholastyki.
Dewiza ta w wersji ateistycznej przejawia się w filozofii Ludwiga Wittgensteina, gdzie zrozumienie struktury i pojęć dotyczących życia jest możliwe tylko po uwierzeniu w jego sens.